# Pierrefonds-Roxboro
Pierrefonds-Roxboro es un distrito de la ciudad de Montreal (Quebec, Canadá).

## Geografía
El distrito está compuesto por los antiguos distritos de Pierrefonds y de Roxboro. Además de sus fronteras terrestres con el distrito de L'Île-Bizard–Sainte-Geneviève, así como con los distritos de Saint-Laurent y Ahuntsic-Cartierville al este, limita con los municipios de Senneville, Sainte-Anne-de-Bellevue, Kirkland, y Dollard-Des Ormeaux.
La ciudad tiene una población de 60.138 habitantes.